# Josef Stroh
Josef Stroh (5 de março de 1913 - 7 de janeiro de 1991) foi um futebolista austríaco que competiu pela Alemanha na Copa do Mundo FIFA de 1938.